# Munkastigen

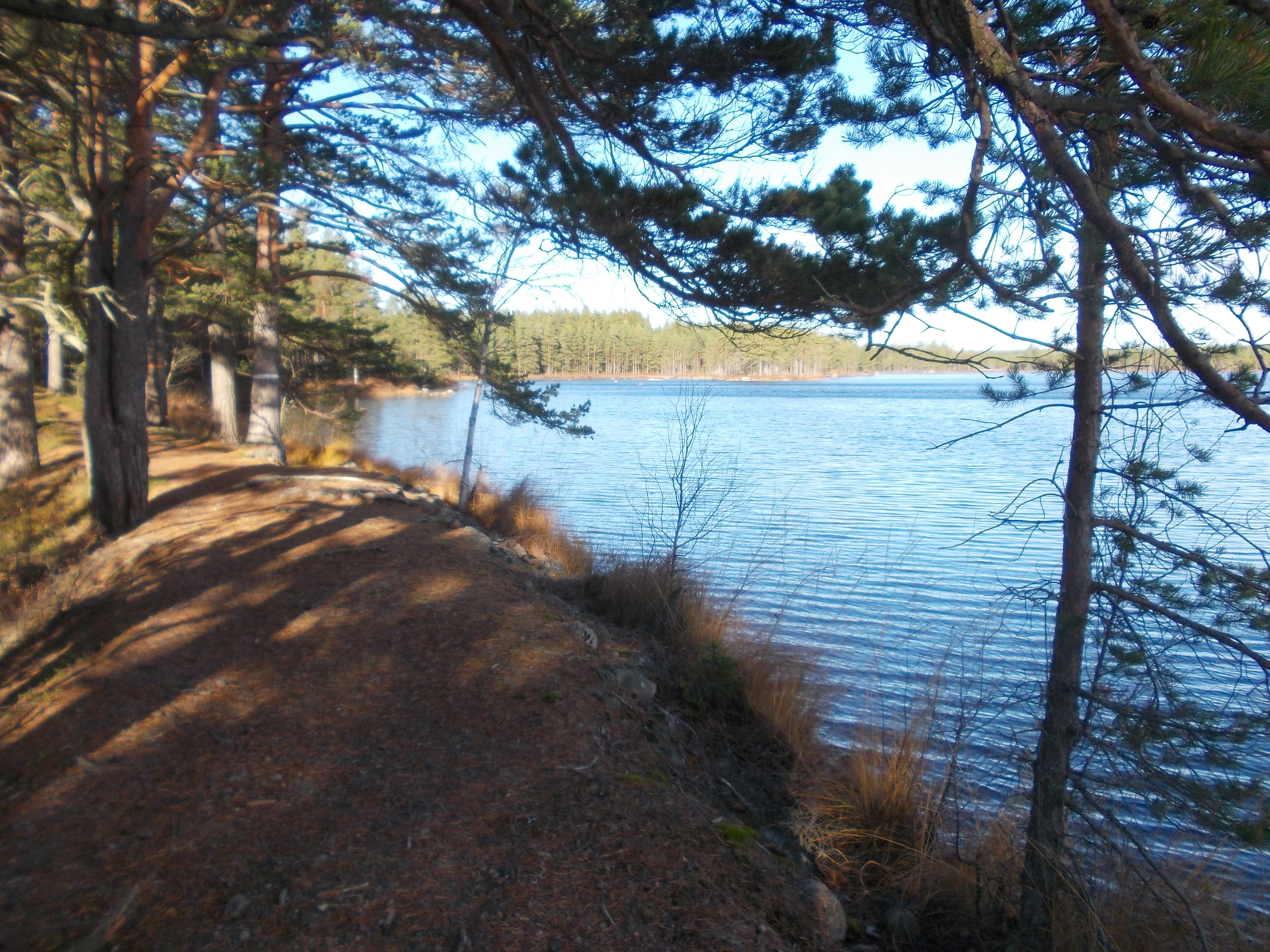
Munkastigen i Tiveden

Munkastigen är en medeltida kommunikationsled genom Tiveden. Den har rekonstruerats och används idag som turistled.

## Historik
Den gamla Tivägen, som gick genom Ramundeboda vid Borasjöns norra strand, ska enligt traditionen ha använts av Olav den helige, när han 1028 flydde från Norge. 
På 1400-talet grundade Antoniterna Ramundeboda kloster och blev kända som Tivedsbröderna. Där kunde de resande efter Tivägen få skydd, mat och husrum. Klostret hade samband med andra konvent i Östergötland med hjälp av den 40 kilometer långa munkastigen. Leden nämns i gamla källor – man vet bland annat att den gått på Kråksjöåsen, en rullstensås som alltid legat ovanför högsta kustlinjen och som utgjorde en gräns mellan götarnas rike i väster och svearnas rike i öster. 
Munkastigen ledde fram till Olshammar vid Vätterns strand. Där hade Närkes lagman Ulf Gudmarsson och hans hustru Birgitta tidvis bott på 1300-talet, och Birgitta hade donerat Olshammars gård till Vadstena kloster. Från Olshammar färdades munkarna med båt till Vadstena. Olshammars gård konfiskerades av kronan 1527, och Ramundeboda antonitkloster stängdes 1529 på Gustav Vasas order. Senare etablerades Bodarne krog på platsen.